# 直布羅陀 (密歇根州)
直布羅陀（英語：Gibraltar）是一個位於美國密歇根州韋恩縣的城市。

## 人口
根據2020年美國人口普查的數據，直布羅陀的面積為11.42平方千米，當中陸地面積為9.55平方千米，而水域面積為1.87平方千米。當地共有人口4997人，而人口密度為每平方千米438人。